# Middleburg Heights
Middleburg Heights ist eine City im Cuyahoga County im US-Bundesstaat Ohio. Sie liegt 18,3 Kilometer südwestlich von Cleveland, unweit des Cleveland Hopkins International Airport und ist 8,09 Quadratmeilen (20,94 km²) groß. Das U.S. Census Bureau ermittelte bei der Volkszählung 2020 eine Einwohnerzahl von 16.004.

## Geographie
Das Stadtgebiet liegt unmittelbar westlich der West 130th Street und erstreckt sich zu beiden Seiten der Interstate 71, der Autobahn von Cleveland nach Columbus. Nachbargemeinden sind Brook Park im Norden, Parma Heights und Parma im Osten, Strongsville im Süden sowie Berea im Westen. Der Flughafen liegt knapp sechs Kilometer nordwestlich der Stadt.
Die Autobahn teilt das Stadtgebiet in zwei Hälften. Auf der Westseite erstrecken sich Gewerbegebiete und Wälder, auf der Ostseite vergleichsweise aufgelockerte Wohngebiete. In der nordöstlichen Ecke befindet sich das Southland Shopping Center, eine große Fachmarktzone.

## Geschichte
Middleburg Heights geht auf den Middleburg Township zurück, der im Zuge der Landvermessung der Connecticut Western Reserve abgesteckt worden war. Daraus gründeten sich 1850 zunächst Berea, und 1914 dann Brook Park aus. Um die Eingemeindung des restlichen Townships durch Nachbargemeinden zu verhindern, folgte der Rest des Townships 1928 schließlich als Middleburg Heights.
Die Gegend blieb bis kurz nach dem Zweiten Weltkrieg ländlich geprägt. Erst die Eröffnung des Southland Shopping Center (1950) sowie der Autobahn (1959) ließ die Bevölkerungszahl von (1940) 1.225 auf (1970) 12.367 und schließlich die heutige Zahl ansteigen. Die wichtigsten Arbeitgeber vor Ort sind neben den Fachmärkten zwei Krankenhäuser sowie ein Frachtzentrum des Paketdienstes UPS.

## Weiterführende Informationen